# K7리그 수영
K7리그 수영(K7 League Suyeong)은 대한민국 부산광역시 수영구에서 진행되는 축구 대회이다.

## 역사
2017년에 '디비전 7 부산광역시 수영구 리그'라는 이름으로 시작되었으며 2017시즌부터 6개의 선수단이 리그에 참여하고있다. 하지만 수영구 내 참가팀 수가 부족해 기타 인접 지역 팀들이 리그에 참여한다.

## 시즌별 결과
| 시즌   | 권역 | 참가 | 우승 | 준우승 | 승격 | 비고 |
| ------ | ---- | ---- | ---- | ------ | ---- | ---- |
| 2017년 | 1개  | 6팀  |      |        |      |      |
| 2018년 | 1개  | 6팀  |      |        |      |      |
| 2019년 | 1개  | 6팀  |      |        |      |      |

## 같이 보기
- K7리그